# Schneeberg (Saxe)
Pour les articles homonymes, voir Schneeberg.
Schneeberg est une commune de Saxe (Allemagne), située dans l'arrondissement des Monts-Métallifères, dans le district de Chemnitz.

## Géographie
Schneeberg est situé sur la Silberstraße dans le Westerzgebirge supérieur. La remarquable église Sankt Wolfgang est visible de loin. Le Wolfsberg et le Mühlberg (520 m), présents sur les armoiries de la ville, se trouvent également à proximité du Schneeberg.

### Incorporations
- 1er octobre 1939 : Bergstadt Neustadt avec les communes de Mühlberg, Gleesberg et Filzteich ;
- 17 décembre 1951 : commune de Griesbach ;
- 1er janvier 1999 : commune de Lindenau.

## Histoire
| Appartenances historiques Électorat de Saxe 1471-1806 Royaume de Saxe 1806–1918 République de Weimar 1918–1933 Reich allemand 1933–1945 Allemagne occupée 1945–1949 République démocratique allemande 1949–1990 Allemagne 1990–présent |

Il s'agit d'un centre associé à une contrée montagnarde et minière, en particulier aux mines d'argent, de cobalt et de fer.
Cette ville du royaume de Saxe, situé à 17 km au sud sud est de Zwickau compte 7500 habitants vers 1860. Elle abrite la direction des Mines, ainsi qu'une école d'art et métier. Outre du tabac, on y fabrique du vitriol, des dentelles avec fils d'or et d'argent, ainsi que des broderies.

## Évolution démographique
| Année      | 1834  | 1946   | 1950   | 1960   | 1971   | 1984   | 2006   |
| ---------- | ----- | ------ | ------ | ------ | ------ | ------ | ------ |
| Population | 6 912 | 13 602 | 32 932 | 21 561 | 20 889 | 22 318 | 15 295 |

## Jumelage
- Herten (Allemagne)
- Veresegyház (Hongrie)